# Шарапо, Александр Викторович
Александр Викторович Шарапо (бел. Шарапа Аляксандр Віктаравіч; 26 января 1938, Ходоровцы, Гродненская область) — белорусский историк, доктор исторических наук (1988), профессор (1989), первый заведующий кафедры международных отношений, являлся первым деканом факультета международных отношений БГУ (1995—2008).

## Биография
Родился 26 января 1938 года в семье крестьянина.
В 1955 году закончил Желудокскую среднюю школу. В том же году поступил на физико-математический факультет Минского педагогического института им. А. М. Горького. В 1960 году окончил Минский педагогический институт и приступил к работе в качестве учителя Вилейской средней школы-интерната.
С 1961 по 1971 год работал в комсомольских и партийных органах, занимал различные посты районного, областного и республиканского уровней. Прошёл путь от горкома комсомола до аппарата ЦК КПБ.
В 1973—1976 годах обучался в аспирантуре Высшей партийной школы при ЦК СЕПГ в Берлине, где занимался исследованием кадровой политики партии.
В 1976 году защитил кандидатскую диссертацию.
Почти пять лет работал секретарём парткома Минской высшей партийной школы. В 1982 году был рекомендован на должность проректора по международным связям БГУ им. В. И. Ленина. Проработал на этой должности одиннадцать лет.
В 1988 защитил докторскую диссертацию по германистике, став первым белорусским советским историком, получившим звание профессора за рубежом. Профессор (1989 год).
В 1992 году по его инициативе была создана кафедра международных отношений на историческом факультете университета. С сентября 1992 года возглавил кафедру международных отношений. Являлся организатором факультета международных отношений и после его открытия в 1995 году в БГУ он стал его первым деканом.
В 1995—2008 годах являлся деканом факультета международных отношений Белорусского государственного университета.
Вице-президент Белорусской ассоциации политических наук.

## Награды
- Медаль Франциска Скорины (1996)
- Заслуженный работник образования Республики Беларусь (2004)[3]
- Отличник образования Республики Беларусь (1998)